# Bahia Shehab
Bahia Shebab (en àrab: بهية شهاب; Beirut, Líban, 1977) és una artista libanesa. Els seus pares eren refugiats palestins que havien fugit de la guerra civil libanesa. Ella va créixer en un entorn multicultural i multilingüe.
El seu treball com a activista se centra en l'ús de l'art i l'estudi de la història com a eines de transformació social. La seva obra artística es basa en temes com ara la identitat àrab i els drets de la dona.

## Biografia

### Primers anys
Va estudiar disseny gràfic a la Universitat Americana de Beirut, un mestratge a la Universitat Americana del Caire i un doctorat a la Universitat d'Oxford.

### Carrera
Shehab va començar la seva carrera com a dissenyadora gràfica. Va estudiar disseny gràfic a la Universitat Americana de Beirut i després es va mudar al Caire per treballar com a dissenyadora en una agència de publicitat. No obstant això, aviat es va adonar que volia fer servir el seu art per alguna cosa més que vendre productes.
El 2010, Shehab va crear la sèrie de cartells A Thousand Times NO (No i mil vegades no). Aquests cartells feien servir la cal·ligrafia àrab per expressar missatges de resistència i oposició a l'opressió. La sèrie es va convertir en un símbol de la Primavera Àrab i va ajudar a llançar la carrera de Shehab com a artista.
El seu treball se centra en la interacció i la intersecció de la identitat moderna i el patrimoni cultural antic. La seva combinació de cal·ligrafia i història de l'art islàmic va produir art de carrer (street art) d'avantguarda, bell i impactant durant la Primavera Àrab. Ella continua amb el seu treball com a educadora i dissenyadora.
El seu treball s'ha mostrat en exposicions de tot el món i ha rebut diversos premis i reconeixements pels seus èxits. Va ser notable el seu activisme artisticopolític durant la Revolució egípcia de 2011, omplint de cartells els carrers del Caire. Des de llavors, la seva obra s'ha exhibit en exposicions de tot el món, rebent diversos premis.
El 2020, Shehab va fundar TYPE Lab, una secció de l'AUC dedicada a documentar i promoure el desenvolupament de l'escriptura àrab. TYPE Lab va publicar l'Enciclopèdia visual de les lletres àrabs, on es defineixen més de 70.000 tipus de lletres àrabs històriques i contemporànies, projecte a què ha dedicat set anys de recerca.
Bahia Shehab va ser la primera dona àrab a guanyar el premi Sharjah concedit per la UNESCO per destacar la feina dels que contribueixen a promocionar la cultura àrab al món.

## Publicacions
- 2019: At the corner of a dream: a journey of resistance & revolution: the street art of Bahia Shehab
- 2020, junt amb Haytham Nawar: A history of Arab graphic design
- 2021: You can crush the flowers: A visual memoir of the Egyptian revolution.

## Premis i reconeixements
- Premi Príncep Claus (2016)[6]
- Premi Sharjah de cultura àrab (2016)[7]
- 100 Dones de la BBC (2014, 2013)[8][9]
- Beca TED (2012)[10]